# Rimbo
Rimbo – miejscowość (tätort) w Szwecji, w regionie administracyjnym (län) Sztokholm (gmina Norrtälje).
Miejscowość położona jest na obszarze Roslagen, w prowincji historycznej (landskap) Uppland, przy drodze krajowej nr 77 ok. 20 km na zachód od Norrtälje w kierunku Uppsali.
Rimbo rozwinęło się pod koniec XIX w. jako osada kolejowa przy węźle linii wąskotorowych, tworzących sieć Stockholm – Roslagens Järnvägar (SRJ). W 1885 r. otwarto linię Stockholm Östra – Rimbo. Bezpośrednie połączenie kolejowe ze Sztokholmem, w ramach Roslagsbanan, istniało do 1981 r., kiedy zlikwidowano odcinek Rimbo – Kårsta. Pozostałe linie przebiegające przez Rimbo w kierunku Uppsali, Norrtälje i Hallstavik zostały zamknięte w latach 60. i 70. XX w. W latach 1914–1957 Rimbo posiadało status municipalsamhälle. W 1971 r. miejscowość weszła w skład gminy Norrtälje. 
24 kwietnia 2013 r. miejscowa drużyna, Rimbo HK Roslagen, zapewniła sobie awans do Elitserien, najwyższej klasy rozgrywek w piłce ręcznej mężczyzn w Szwecji.
W 2010 r. Rimbo liczyło 4629 mieszkańców.